# Leuctra
Leuctra is een geslacht van steenvliegen uit de familie naaldsteenvliegen (Leuctridae). De wetenschappelijke naam van het geslacht is voor het eerst geldig gepubliceerd in 1836 door Stephens.

## Soorten
Leuctra omvat de volgende soorten:
- Leuctra aculeata Zwick, 1982
- Leuctra aegaeica Pardo & Zwick, 1993
- Leuctra alabama James, 1974
- Leuctra albida Kempny, 1899
- Leuctra alexanderi Hanson, 1941
- Leuctra alosi Navás, 1919
- Leuctra alpina Kühtreiber, 1934
- Leuctra alta James, 1974
- Leuctra alticola Despax, 1929
- Leuctra ameliae Vinçon & Ravizza, 1996
- Leuctra anatolica Kazanci, 1986
- Leuctra andalusiaca Aubert, 1962
- Leuctra antalyana Vinçon & Sivec, 2001
- Leuctra apenninicola Ravizza, 1988
- Leuctra aptera Kacanski & Zwick, 1970
- Leuctra archimedis Consiglio, 1968
- Leuctra ariega Pardo & Vinçon, 1995
- Leuctra armata Kempny, 1899
- Leuctra artvinensis Vinçon & Sivec, 2001
- Leuctra aspoeckorum Theischinger, 1976
- Leuctra astridae Graf, 2005
- Leuctra auberti Ravizza & Ravizza-Dematteis, 1985
- Leuctra auriensis Membiela Iglesia, 1989
- Leuctra aurita Navás, 1919
- Leuctra austriaca Aubert, 1954
- Leuctra autumnalis Aubert, 1948
- Leuctra baddecka Ricker, 1965
- Leuctra balcanica Raušer, 1965
- Leuctra balearica Pardo & Zwick, 1993
- Leuctra berthelemyi Zwick & Vinçon, 1993
- Leuctra besucheti Aubert, 1962
- Leuctra bidula Aubert, 1962
- Leuctra biloba Claassen, 1923
- Leuctra boluensis Kazanci, 1999
- Leuctra boreoni Aubert, 1962
- Leuctra bozi Vinçon & Sivec, 2001
- Leuctra brachyptera Kazanci, 1985
- Leuctra braueri Kempny, 1898
- Leuctra brevipennis Ravizza, 1978
- Leuctra bronislawi Sowa, 1970
- Leuctra budtzi Esben-Petersen, 1912
- Leuctra canavensis Ravizza & Ravizza-Dematteis, 1992
- Leuctra candiae Zwick, 1978
- Leuctra caprai Festa, 1939
- Leuctra carolinensis Claassen, 1923
- Leuctra carpathica Kis, 1966
- Leuctra castillana Aubert, 1956
- Leuctra cazorlana Aubert, 1962
- Leuctra cingulata Kempny, 1899
- Leuctra clerguae Vinçon & Pardo, 1994
- Leuctra colemanorum Harrison & Stark, 2010
- Leuctra collaris Martynov, 1928
- Leuctra concii Consiglio, 1958
- Leuctra costai Aubert, 1953
- Leuctra cottaquilla James, 1974
- Leuctra cretica Zwick, 1978
- Leuctra crimeana Zhiltzova, 1967
- Leuctra crossi James, 1976
- Leuctra cypria Zwick, 1978
- Leuctra cyrnea Consiglio & Giudicelli, 1965
- Leuctra dalmoni Vinçon, 2007
- Leuctra delamellata Zhiltzova, 1960
- Leuctra dentiloba Wu, 1973
- Leuctra despaxi Mosely, 1930
- Leuctra digitata Kempny, 1899
- Leuctra dispinata Balinsky, 1950
- Leuctra dissimilis Zhiltzova, 1960
- Leuctra dolasilla Consiglio, 1955
- Leuctra duplicata Claassen, 1923
- Leuctra dylani Graf, 2007
- Leuctra elisabethae Ravizza, 1985
- Leuctra espanoli Aubert, 1956
- Leuctra estrela Aubert, 1962
- Leuctra ferruginea (Walker, 1852)
- Leuctra festai Aubert, 1954
- Leuctra flavicornis (Pictet, 1836)
- Leuctra flavomaculata Mosely, 1935
- Leuctra franzi Aubert, 1956
- Leuctra fraterna Morton, 1930
- Leuctra furcatella Martynov, 1928
- Leuctra fusca (Linnaeus, 1758)
- Leuctra gallaeca Membiela Iglesia, 1989
- Leuctra gallica Aubert, 1953
- Leuctra gardinii Ravizza, 2005
- Leuctra garumna Vinçon & Ravizza, 1996
- Leuctra geniculata Stephens, 1836
- Leuctra graeca Zwick, 1978
- Leuctra grandis Banks, 1906
- Leuctra handlirschi Kempny, 1898
- Leuctra hansmalickyi Graf & Balint, 2010
- Leuctra helenae Braasch, 1972
- Leuctra helvetica Aubert, 1956
- Leuctra hexacantha Despax, 1940
- Leuctra hexacanthoides Zwick & Vinçon, 1993
- Leuctra hiberiaca Aubert, 1956
- Leuctra hicksi Harrison & Stark, 2010
- Leuctra hippopoides Kacanski & Zwick, 1970
- Leuctra hippopus Kempny, 1899
- Leuctra hirsuta Bogoescu & Tabacaru, 1960
- Leuctra hispanica Aubert, 1952
- Leuctra holzschuhi Theischinger, 1976
- Leuctra iliberis Sánchez-Ortega & Alba-Tercedor, 1988
- Leuctra illiesi Aubert, 1956
- Leuctra inermis Kempny, 1899
- Leuctra insubrica Aubert, 1949
- Leuctra istenicae Sivec, 1982
- Leuctra joani Vinçon & Pardo, 1994
- Leuctra joosti Braasch, 1970
- Leuctra juliettae Vinçon & Graf, 2011
- Leuctra karcali Vinçon & Sivec, 2001
- Leuctra kempnyi Mosely, 1932
- Leuctra ketamensis Sánchez-Ortega & Azzouz, 1997
- Leuctra khroumiriensis Vinçon & Pardo, 1998
- Leuctra klapperichi Murányi, 2005
- Leuctra kopetdaghi Zhiltzova, 1972
- Leuctra kumanskii Braasch & Joost, 1977
- Leuctra kurui Kazanci, 1983
- Leuctra kykladica Pardo & Zwick, 1993
- Leuctra lamellosa Despax, 1929
- Leuctra laura Hitchcock, 1969
- Leuctra leptogaster Aubert, 1949
- Leuctra ligurica Aubert, 1962
- Leuctra madritensis Aubert, 1952
- Leuctra major Brinck, 1949
- Leuctra malcor Murányi, 2007
- Leuctra malickyi Braasch & Joost, 1976
- Leuctra marani Raušer, 1965
- Leuctra maria Hanson, 1941
- Leuctra marilouae Vinçon & Sivec, 2001
- Leuctra marinettae Ravizza & Vinçon, 1989
- Leuctra maroccana Aubert, 1956
- Leuctra martynovi Zhiltzova, 1960
- Leuctra medjerdensis Vinçon & Pardo, 1998
- Leuctra meridionalis Aubert, 1951
- Leuctra metsovonica Aubert, 1956
- Leuctra meyi Braasch, 1981
- Leuctra microstyla Vinçon & Ravizza, 2000
- Leuctra minoica Pardo & Zwick, 1993
- Leuctra minuta Zhiltzova, 1960
- Leuctra mitchellensis Hanson, 1941
- Leuctra moha Ricker, 1952
- Leuctra monticola Hanson, 1941
- Leuctra moreae Zwick, 1978
- Leuctra mortoni Kempny, 1899
- Leuctra moselyi Morton, 1929
- Leuctra muranyii Vinçon & Sivec, 2011
- Leuctra nephophila Hanson, 1941
- Leuctra nigra (Olivier, 1811)
- Leuctra niveola Schmid, 1947
- Leuctra occitana Despax, 1930
- Leuctra olympia Aubert, 1956
- Leuctra paleo Poulton & Stewart, 1991
- Leuctra pasquinii Consiglio, 1958
- Leuctra pinhoti Grubbs & Sheldon, 2009
- Leuctra prima Kempny, 1899
- Leuctra pseudocingulata Mendl, 1968
- Leuctra pseudocylindrica Despax, 1929
- Leuctra pseudohippopus Raušer, 1965
- Leuctra pseudorosinae Aubert, 1954
- Leuctra pseudosignifera Aubert, 1954
- Leuctra pusilla Krno, 1985
- Leuctra quadrimaculata Kis, 1963
- Leuctra queyrassiana Ravizza & Vinçon, 1991
- Leuctra rauscheri Aubert, 1957
- Leuctra ravizzai Ravizza-Dematteis & Vinçon, 1994
- Leuctra rhodoica Pardo & Zwick, 1993
- Leuctra rickeri James, 1976
- Leuctra rosinae Kempny, 1900
- Leuctra sanainica Zhiltzova, 1960
- Leuctra sartorii Vinçon & Pardo, 1998
- Leuctra schistocerca Zwick, 1971
- Leuctra schmidi Aubert, 1946
- Leuctra sesvenna Aubert, 1953
- Leuctra sibleyi Claassen, 1923
- Leuctra signifera Kempny, 1899
- Leuctra silana Aubert, 1953
- Leuctra simplex Zhiltzova, 1960
- Leuctra sipahilerae Vinçon & Sivec, 2001
- Leuctra stupeningi Illies, 1954
- Leuctra subalpina Vinçon, Ravizza & Aubert, 1995
- Leuctra svanetica Zhiltzova, 1960
- Leuctra szczytkoi Stark & Stewart, 1981
- Leuctra tarnogradskii Martynov, 1928
- Leuctra tenella Provancher, 1878
- Leuctra tenuis (Pictet, 1841)
- Leuctra tergostyla Wu, 1973
- Leuctra teriolensis Kempny, 1900
- Leuctra theischingeri Vinçon & Sivec, 2001
- Leuctra thomasi Zwick & Vinçon, 1993
- Leuctra torrenticola Zhiltzova, 1960
- Leuctra transsylvanica Kis, 1964
- Leuctra triloba Claassen, 1923
- Leuctra truncata Claassen, 1923
- Leuctra tunisica Pardo & Zwick, 1993
- Leuctra uncinata Martynov, 1928
- Leuctra usdi Grubbs, 2010
- Leuctra vaillanti Aubert, 1956
- Leuctra variabilis Hanson, 1941
- Leuctra vesulensis Ravizza & Ravizza-Dematteis, 1984
- Leuctra vinconi Ravizza & Ravizza-Dematteis, 1993
- Leuctra wilmae Illies, 1954
- Leuctra zangezurica Zhiltzova, 1960
- Leuctra zhiltzovae Theischinger, 1976
- Leuctra zwicki Ravizza & Vinçon, 1991